# Tim Kruger
Pour les articles homonymes, voir Kruger.
Tim Kruger, nom de scène de Marcel Bonn, né le 25 janvier 1981 à Düsseldorf (Allemagne de l'Ouest) et mort le 1er mars 2025 à Majorque (Espagne), est un acteur et réalisateur allemand de films pornographiques gays.

## Biographie

### Carrière
Tim Kruger travaille d'abord dans un sex shop qui loue des vidéos avant de se lancer dans une carrière d'acteur pornographique. En 2006, il contacte les studios Raging Stallion Studios, qui lui offrent de tourner dans un film de Michael Brandon. Il part tourner à San Francisco, et travaille aussi pour les studios Hot House Entertainement. Il a aussi joué pour le studio allemand Cazzo Film, et en France pour Citébeur. Il s'identifie comme top ou actif.
En 2009, il crée son site de production de vidéos pornographiques, Tim Tales. Son compagnon Grobes Geraet l'aide au montage des vidéos,. Une partie de sa production est non protégée,. Il s'installe en 2012 à Barcelone. Il a aussi défilé comme mannequin à la Fashion Week de Barcelone en 2013.
Didier Lestrade dit de lui : « Parmi les acteurs qui ont créé leur propre studio, Tim est le seul qui soit en mesure de se comparer aux grands studios d’où il est apparu. »

### Mort
À 44 ans, Tim Kruger meurt des suites d’un accident domestique le 1er mars 2025 dans son domicile sur l'île de Majorque, a indiqué son conjoint, sur le compte X (anciennement Twitter) de son studio de production Tim Tales. Ce dernier précise également qu’aucune drogue, acte malveillant ou suicide n’est la cause de son décès[réf. nécessaire].

## Filmographie

### Comme acteur
- 2006 : Monster Bang 11: Bang That Ass, réalisé par Michael Brandon (Raging Stallion Studios)
- 2007 : Tools!
- 2007 : Fisting Underground III
- 2007 : 8½
- 2007 : Cruising Budapest 3, réalisé par Michael Lucas (Lucas Entertainment)
- 2007 : Man Island, réalisé par Rafael Alencar
- 2008 : Tim's Tool, réalisé par Jörg Andreas (Cazzo Film)
- 2009 : Reckless, réalisé par Steven Scarborough (Hot House)
- 2009 : DeskTops - Bürohengste, réalisé par Jörg Andreas (Cazzo Film)
- 2009 : Hot House Backroom, Volume 10
- 2009 : Pizza Cazzone, réalisé par Jörg Andreas (Cazzo Film)
- 2009 : Männerlager (Cazzo Film)
- 2009 : Big Business, réalisé par Jörg Andreas (Cazzo Film)
- 2010 : Le Squat de Ludovic Canot (Citébeur)
- 2012 : Dark Cruising 2 (Citébeur)
- 2014 : Ficken, réalisé par Tim Kruger (Tim Tales)
- 2016 : Demoralize My Hole!, réalisé par Tim Kruger (Tim Tales)

### Comme réalisateur
- 2014 : Ficken 1
- 2014 : The Raw Tales
- 2015 : More Raw Tales
- 2016 : Demoralize My Hole!

## Le site web Timtales Après la Mort de Tim
Le 7 mars 2025, une semaine après le décès de Tim Kruger, son partenaire et cofondateur de Timtales a publié un message exprimant sa profonde gratitude pour le soutien des membres du site. Le message assurait aux fans que l'équipe de Timtales est déterminée à honorer l'héritage de Tim en continuant de publier une nouvelle scène chaque semaine. L'équipe s'est engagée à respecter la vision et la passion de Tim pour le site, remerciant les membres pour leur soutien afin d'assurer l'avenir de Timtales.